# Josias Hartmann
Josias Hartmann (n. 3 aprilie 1893, cantonul Graubünden, Elveția – d. 29 octombrie 1982, Geneva, Geneva, Elveția) a fost un trăgător de tir ce a reprezentat Elveția, medaliat olimpic. A participat la o ediție a Jocurilor Olimpice (1924) în care a câștigat o medalie de bronz.

## Participări
Lista de mai jos prezintă principalele competiții la care a participat Josias Hartmann de-a lungul carierei.
- shooting at the 1924 Summer Olympics – men's 50 metre rifle, prone[*]